# 1 Decembrie, Vaslui
1 Decembrie este un sat în comuna Banca din județul Vaslui, Moldova, România. Se află în partea de sud a județului,  în Dealurile Fălciului. La recensământul din 2002 avea o populație de 452 locuitori.